# Збір за забруднення довкілля
Плата за забруднення довкілля, екологічний податок (раніше «збір») — податки, пов'язані з охороною навколишнього середовища, що відносяться в документах Європейського союзу до однойменної категорії. Екологічні податки або екологічні платежі мають різну форму і часто по-різному називаються. В англійському написанні поряд зі стандартним терміном taxes також використовуються charges, levies, fees, duties. В даний час екологічні податки практикуються більшістю країн ЄС. Згідно з визначенням Європейського агентства з навколишнього середовища, екологічні податки можуть бути в широкому плані визначені як «всі податки... за специфічний негативний вплив на навколишнє середовище».
Збір за забруднення довкілля — плата, що справлялась в Україні за:
- викиди в атмосферне повітря забруднюючих речовин стаціонарними і пересувними джерелами забруднення.
- скиди забруднюючих речовин безпосередньо у водні об'єкти та у системи каналізації.
- розміщення відходів.
- утворення радіоактивних відходів (включаючи вже накопичені).
- тимчасове зберігання радіоактивних відходів їх виробниками.

## Платники збору
Платниками збору є суб'єкти господарювання незалежно від форм власності, юридичні особи, що не здійснюють господарської (підприємницької) діяльності; бюджетні, громадські та інші підприємства, установи і організації, постійні представництва нерезидентів, які зареєстровані в Україні, або нерезиденти, які виконують агентські (представницькі) функції стосовно таких нерезидентів або їх засновників, громадяни, які здійснюють на території України і в межах її континентального шельфу та виключної (морської) економічної зони викиди і скиди забруднюючих речовин у довкілля середовище та розміщення відходів.

## Об'єкти збору
Об'єктами обчислення збору є:
- для стаціонарних джерел забруднення — обсяги забруднюючих речовин, які викидаються в атмосферне повітря або скидаються безпосередньо у водний об'єкт, та обсяги відходів, що розміщуються у спеціально відведених для цього місцях чи на об'єктах.
- для пересувних джерел забруднення — обсяги фактично використаних видів пального, в результаті спалення яких утворюються забруднюючі речовини.